# Video curriculum
Per video curriculum si intende generalmente una presentazione in video di una persona che cerca lavoro oppure che vuole far conoscere le proprie competenze. La video presentazione è ripresa da una telecamera e diffusa via internet, per mezzo di blog, o portali come ad esempio YouTube oppure altri portali dedicati al lavoro.
Il candidato può anche farsi porre le domande dei colloqui di selezione da qualcuno in modo tale da ricreare la situazione di colloquio, allenarsi ai colloqui, cioè a rispondere alle domande tipiche dei colloqui di selezione. Rivedendosi, può anche migliorare il suo stile comunicativo ed arrivare così più pronto al colloquio tradizionale. Resta sempre in allegato la soluzione tradizionale del curriculum testuale. Il video curriculum può rappresentare un pre-colloquio, perché assomiglia in sintesi al primo colloquio di selezione conoscitivo. Serve per dare più informazioni di sé, di chi c'è dietro un cv e dare un assaggio del colloquio che poi si sosterrà.
I vantaggi per il candidato sono di mettere in evidenza le proprie competenze e qualità al di là di pregiudizi e stereotipi di età, sesso, razza e origini. Per l'azienda sono quelli di fare una preselezione dei CV, vedendo anticipatamente la persona, facendosi un'idea più chiara ed approfondita di quello che è scritto normalmente in un curriculum vitae tradizionale. Così, ad esempio da 100 curriculum, anziché fare 100 colloqui, l'azienda che cerca personale potrebbe chiamare solo le persone di cui è più convinta, diminuendo quindi il numero dei colloqui. Inoltre, aspetto importante, l'azienda può vedere il candidato nel video curriculum vitae quando vuole, più volte e da qualsiasi accesso web.
In particolari casi, nel video cv si può trovare la dimostrazione di alcune competenze del candidato, come quelle tecnico pratiche oppure quelle multilinguistiche portando un consistente vantaggio sia alle aziende e sia ai candidati.
Si tratta di un metodo molto utilizzato laddove le tecnologie del web e la pratica con gli strumenti informatici di video produzione sono più diffuse: come ad esempio negli USA, in Francia o in Spagna. In Italia il fenomeno è in espansione.